# De Vriendschap (Winsum)
De Vriendschap is een korenmolen in het dorp Winsum in het noorden van de provincie Groningen.
De molen werd in 1801 als pelmolen gebouwd, waarschijnlijk met gebruikmaking van een molen uit Mensingeweer. Constructief gezien is de molen puur als pelmolen gebouwd. In de Tweede Wereldoorlog echter werden beide pelstenen verwijderd en naderhand werd een koppel maalstenen geplaatst. De maalstenen bevinden zich vanwege het ontbreken van een steenzolder onder het stellingniveau waardoor de aandrijving door middel van een extra overbrenging geschiedt, hetgeen vrij uniek is. De molen was voorzien van het zelfzwichtingssysteem. In 2006 is de molen vanwege de slechte staat stilgezet, tussen 2008 en 2011 is de molen stukje bij beetje gerestaureerd en is inmiddels weer geheel maalvaardig. De molen, welke thans in eigendom is van de Molenstichting Winsum, wordt zeer regelmatig door vrijwilligers in werking gezet.